# 충주역
충주역(Chungju station, 忠州驛)은 충청북도 충주시 봉방동에 있는 충북선과 중부내륙선의 역이다. 본래는 충주시 도심에 1928년 12월 25일 보통역으로 영업을 개시하였으나, 충북선 복선화와 함께 시 외곽으로 이설됨에 따라 1980년 3월 12일부터 현재의 위치로 이전하여 오늘날에 이른다. 구 역사는 삼화버스공사, 충주교통 차고지로 사용되고 있으며, 당시 충주역의 급수탑이 지금도 남아있어, 2022년 충청북도 지정 등록문화재인 구 충주역 급수탑으로 등재되어 관리되고 있다. 
2021년 12월 31일에 중부내륙선 철도가 이 곳을 경유하면서, 고속철도가 운행되기 시작했다. 중부내륙선 KTX-이음이 하루 4번 충주역과 성남 판교역 사이를 왕복한다. 중부내륙선은 이 역부터 부발역까지 지상 구간이다. 중부내륙선 KTX-이음은 심야에 1편성이 주박한다.

## 연혁
- 1928년 12월 25일 : 충주군 충주면 봉방리 178-3(현 충주시 애향로 81)에서 보통역으로 영업 개시
- 1951년 : 한국 전쟁으로 역사 소실
- 1957년 : 충주역 역사(현 충주시내버스 차고지) 및 증기기관차 급수탑 준공
- 1980년 3월 12일 : 충북선 복선화 및 충주 도심 구간 이설에 따라 현 위치로 이전
- 2005년 3월 29일 : 충북선 전철화 개통
- 2007년 1월 15일 : 컨테이너 영업 개시
- 2010년 3월 31일 : 충북선 누리로 개통으로 운행 개시
- 2012년 9월 17일 : 누리로 운행 종료
- 2014년 5월 1일 : 충북종단열차 개통으로 운행 개시
- 2014년 5월 1일 ~ 8월 17일 : 중부내륙순환열차 수원 ↔ 제천 임시 정차
- 2015년 6월 2일 : 중부내륙순환열차 운행 계통 변경으로 공식 정차 개시
- 2015년 12월 31일 : 충북선 누리로 재개
- 2016년 12월 9일 : 누리로 운행 종료
- 2018년 7월 1일 : 충북선 누리로 운행 재개
- 2020년 2월 3일 : 중부내륙순환열차 운행 중지
- 2020년 3월 2일 : 충북선 누리로 운행 중지 및 무궁화호 대체 운행
- 2021년 11월 17일: 중부내륙선에 철도거리표 고시[1]
- 2021년 12월 31일 : 중부내륙선 부발 - 충주 구간 개통
- 2024년 11월 30일 : 중부내륙선 충주 ~ 문경 구간 개통과 함께 중간역이 됨

## 역 구조

### 승강장
3면 6선의 쌍섬식 승강장을 갖추고 있다. 승강장에는 스크린도어가 설치되어 있다.
| ↑주덕 (충북선)/살미(중부내륙선)      |
| １２ \| ３４ \| ５６ \|              |
| 삼탄 (충북선)↓/앙성온천(중부내륙선)↓ |

| 1 · 2 | 충북선     | 무궁화호 | 조치원 · 대전 방면 |
| 3 · 4 | 충북선     | 무궁화호 | 삼탄 · 제천 방면   |
| 5     | 중부내륙선 | KTX-이음 | 판교 방면          |
| 6     | 중부내륙선 | KTX-이음 | 문경 방면          |

## 역 주변
- 충주공용버스터미널
- 탄금축구장
- 충주세계무술공원
- 충주탄금대인증센터
- 탄금대공원

## 인접한 역
| 중부내륙선         | 중부내륙선     | 중부내륙선     |
| ------------------ | -------------- | -------------- |
| 앙성온천 판교 방면 | KTX 중부내륙선 | 살미 문경 방면 |
| 충북선             |                |                |
| 주덕 대전 방면     | 무궁화 충북선  | 삼탄 제천 방면 |

## 사진

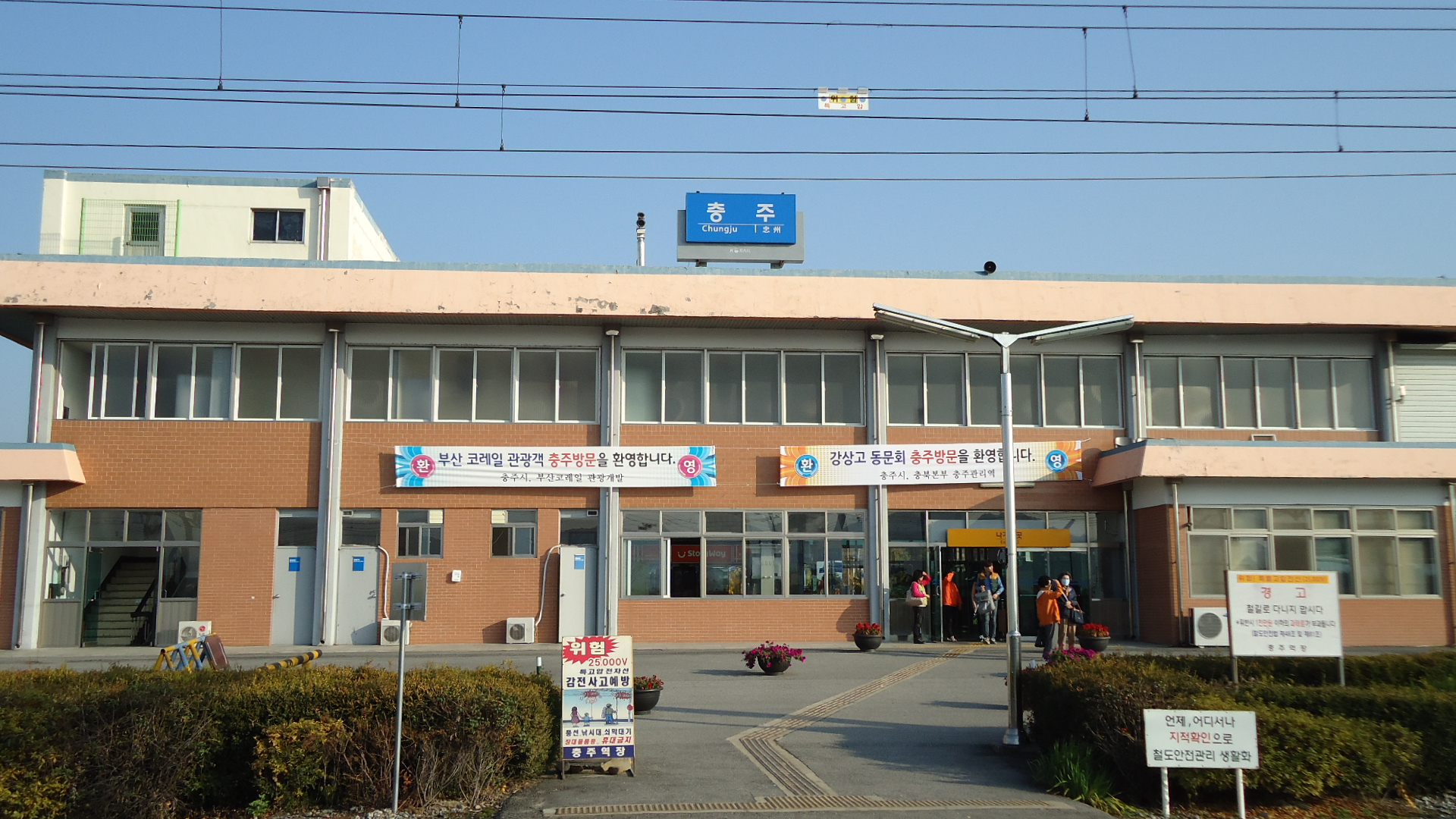
충주역 뒷 모습
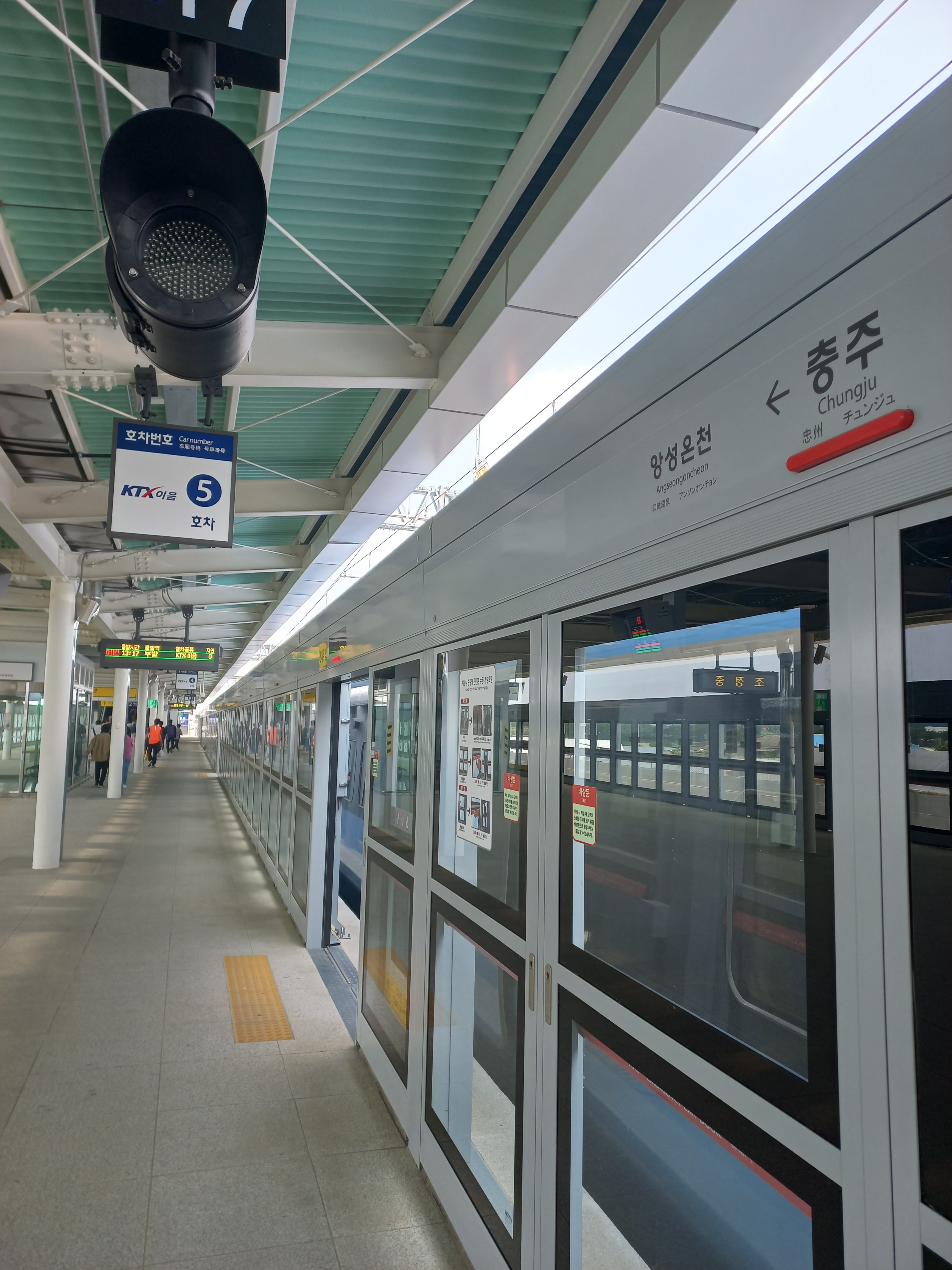
ktx 이음 승강장(부발방면)